# Iran na Zimowych Igrzyskach Olimpijskich 1956
Iran na Zimowych Igrzyskach Olimpijskich 1956 reprezentowało 3 zawodników.

## Narciarstwo alpejskie
Mężczyźni

## Zjazd
- Mahmud Bejglu – 39. miejsce 4:22.0
- Benik Amirijan – 44. miejsce 5.02.7
- Reza Bazargan – zdyskwalifikowany

## Slalom gigant
- Reza Bazargan – 75. miejsce 4:15.0
- Mahmud Bejglu – 82. miejsce, 4:43.9
- Benik Amirijan – zdyskwalifikowany

## Slalom
- Mahmud Bejglu – 55. miejsce, 5:51.3
- Reza Bazargan – zdyskwalifikowany
- Benik Amirijan – zdyskwalifikowany